# NGC 2103
NGC 2103 (другое обозначение — ESO 57-EN24) — эмиссионная туманность в созвездии Столовая Гора.
Этот объект входит в число перечисленных в оригинальной редакции «Нового общего каталога».
NGC 2103 является главным компонентом области звёздообразования N214. NGC 2103 является комплексом горячего ионизированного газа. В центре туманности находится очень плотное звёздное скопление (ранее принятое за одиночную самую яркую звезду в области объекта, которая была названа Sk-71 51). На расстоянии 12 световых лет к северу от этого скопления находится сильно сжатый газ, который создан звёздным ветром от звёзд скопления. На составных изображениях бо́льшая часть туманности имеет зелёный свет, так светится дважды ионизированный кислород. Помимо центрального скопления, в туманности имеется дюжина других звёзд. Самая яркая звезда этого скопления имеет спектрального класса O2V и массу около 80 масс Солнца.